# Mark Recchi
Mark Recchi (ur. 1 lutego 1968 w Kamloops) – kanadyjski hokeista, reprezentant Kanady.

## Kariera
- Pittsburgh Penguins (1988–1992)
- Philadelphia Flyers (1992–1995)
- Montreal Canadiens (1995–1999)
- Philadelphia Flyers (1999–2004)
- Pittsburgh Penguins (2005–2006)
- Carolina Hurricanes (2006)
- Pittsburgh Penguins (2006–2007)
- Atlanta Thrashers (2007–2008)
- Tampa Bay Lightning (2008–2009)
- Boston Bruins (2009–2011)

Brał udział w Zimowych Igrzyskach Olimpijskich w Nagano. Na tej imprezie wystąpił w pięciu meczach, zaliczył dwie asysty. Wielokrotnie brał udział w meczach NHL All-Star Game – w 1997 wybrany MVP. Trzykrotnie zdobył Pucharu Stanleya (z Pittsburgh Penguins w sezonie 1990/1991, z Carolina Hurricanes w sezonie 2005/2006 oraz w sezonie 2010/2011 z zespołem Boston Bruins.

## Sukcesy
Wyróżnienie
- Hockey Hall of Fame: 2017[1]